# Громцова, Александра Михайловна
Александра Михайловна Громцева (карельск. Громцова) (20 февраля 1906 г., г. Петрозаводск — 25 июля 1988г., Москва) — советский педагог, деятель образования, Заслуженный учитель школы РСФСР (1947).

## Биография
Родилась в семье священника Крестовоздвиженской кладбищенской церкви г. Петрозаводска Громцева Михаила Васильевича. Мать Клавдия Васильевна Громцева (Павинская) происходила из обедневшего дворянского рода.
Обучалась в школе № 23 в Сокольниках в Москве.
В 1927 г. окончила педагогический техникум.
В 1929 г. была учительницей Канзанаволокской начальной школы в Пудожском районе АКССР. 
В феврале 1929 г. Александра Михайловна Громцева возвращалась из с. Пудож в Канзанаволок. При спуске с горы лошадь понесла, и сани опрокинулись в полынью, где она находилась всю ночь, учительницу удалось отыскать только наутро.
В связи с тем, то у районной больницы не имелось необходимых средств для излечения больной, у которой началась гангрена, исполком Пудожского районного совета обратился в Москву с просьбой прислать самолет для ее перевозки в Ленинград.
Летчик И. В. Михеев, несмотря на снегопад смог выполнить эту задачу и доставить больную в Ленинград, где удалось спасти ее жизнь, однако учительница осталась без ног.
Преподавала в Сергиевской и Бурышкинской детских колониях, Московском кожевенном заводе, заводе имени Орджоникидзе, районной школе комсомола.
В 1933 г. А М. Громцова окончила географическое отделение Московского государственного педагогического института. Являлась одной из организаторов системы школ для взрослых.
В 1934-1941 гг. преподавала географию в школе для взрослых Краснохолмского камвольного комбината, в 1945-1957 гг. - в 38-й школе для взрослых в г. Москве. 
В 1967 г. А. М. Громцова награждена почётной грамотой Педагогического общества РСФСР как одна из основоположниц школ для взрослых в СССР.
После выхода на пенсию в 1969 г. организовала музыкальный кружок для своих бывших учеников.
Личный архив А. М. Громцовой находится в отделе хранения документов личных собраний Москвы Центрального госархива г. Москвы
В фонде имеются воспоминания А. М. Громцовой «Дело всей моей жизни» (1935–1961) и «Михеев спас мне жизнь» (1935–1968).